# 大空で抱きしめて
「大空で抱きしめて」（おおぞらでだきしめて）は、日本のシンガーソングライター宇多田ヒカルの楽曲。宇多田の6作目の配信限定シングル及びエピックレコードジャパン移籍第1弾となる配信限定シングル。発売当日のiTunesランキングで1位を記録。

## 背景、リリース
2017年2月に、ソニー・ミュージックレーベルズ内のエピックレコードジャパンへの移籍を発表した宇多田ヒカルは、同年6月13日に、移籍第1弾作品を初夏に配信発売することを発表した。6月16日、彼女が出演するサントリー食品インターナショナル「サントリー天然水」の新CM「水の山行ってきた 奥大山」編のタイアップソング「大空で抱きしめて」を移籍第1弾作品として、7月10日に発売するこを発表。
2017年7月10日、「大空で抱きしめて」が配信限定シングルとしてリリースされた。レーベル移籍や、アルバム『Fantome』のリリース以来初のシングルとなっている。発売を記念し、同日、「宇多田ヒカル『大空で抱きしめて』歌詞サイト」がオープンした。

## 制作、録音
曲はCMの世界観をイメージして制作された。宇多田は「大空で抱きしめて」のリリースに際して、「先にCMのお話を頂いてから、細かい曲作りに入ったので、CMはこんな絵になるんだろうなということを意識しながら作り始めました」とコメント。本楽曲に関して、「ちょうど曲が『雲の中』とか『大空で』とか『青空で』とかそういう状況でまた『会えないと思った人と再会する』という設定の歌詞なんで、本当に山の頂上とか霧がいっぱい周りにある状況で、その歌詞と同じような気持ちになれたなって思いました」と語っている。
レコーディングには、前作『Fantome』から引き続き、宇多田が住むロンドンのミュージシャンが参加した。また本作から、ヒップホップ界随一のドラマーで、アデルやディアンジェロの作品にも参加しているクリス・デイヴがドラムを担っている。レコーディング・エンジニアはスティーヴ・フィッツモーリスで、ボーカル・レコーディングは小森雅仁が担当。

## 音楽性
「大空で抱きしめて」は、宇多田ヒカルの楽曲の中でも珍しく前半と後半で大きく雰囲気が変わる楽曲である。曲の途中で登場するストリングスが、その転換を演出している。宇多田はアルバム『初恋』リリース時のインタビューで、同曲の後に「夕凪」「嫉妬されるべき人生」が続くことを言及した上で、「夢の世界のような、あの世のような、またはその中間にあるような場所みたいなイメージ」だと語った。
同曲には、ドラムにクリス・デイヴを起用するなどして、新たにヒップホップ的手法が取り入れられている。ライターの黒田隆憲は、「セクションごとの楽器の抜き差しや、重低音の効いたミックスバランス、ブレイクビーツっぽいループ感のあるリズムなど」を、同曲が取り入れたヒップホップ的な手法だと分析しており、また「2本のエレキギターの絡みや、後奏に登場するインダストリアルなパーカッションサウンド」を、前作『Fantome』に無かった要素として指摘した。
歌詞の内容は、何がしかの理由で今は会えなくなってしまった人（恋人なのか、家族なのか、友人なのかは受け取る人に委ねている）と、いつか再び会える日を願うもの。黒田は、「前作は極めてパーソナルな内容だったのに対してより普遍的になっている」ことが特徴的だとした。

## プロモーション
「大空で抱きしめて」のリリースに際し、歌詞サイトがオープンするなど、歌詞の魅力を伝える“歌詞の可視化”企画が行われた。レコード会社関係者によると、これは「本人軸で考えるより、作品軸で考えたプロモーションの一環」であり、宇多田ヒカルに関してはその方式が「正解に近い」という。

## チャート成績
「大空で抱きしめて」は、2017年7月24日付けのBillboard Japanのダウンロードチャートで、2位と大差をつけて首位を獲得し、総合チャートBillboard Japan Hot 100で、初登場3位を記録した。また。米ビルボードが発表する「US Billboard World Digital Song Sales」では初登場23位でチャートインした。
年間チャートでは、「Billborad Japan Download Songs Year-end 2017」で72位をマーク。「Forevermore」「花束を君に」に続き、宇多田ヒカルの楽曲では3位となった。

## 収録曲
作詞・作曲・編曲:宇多田ヒカル
1. 大空で抱きしめて(4:37)

## クレジット
- Recorded by Steve Fitzmaurice at Air Studios and RAK Studios
- Vocals Recorded by Masahito Komori at ABS
- Recording Additional Engineering by Darren Heelis
- All Vocals and Programming: Hikaru Utada
- Drums: Chris Dave
- Moog Bass and Poly Moog: Jodi Milliner
- Electric and Acoustic Guitar: Ben Parker
- Wurlitzer and Conductor: Simon Hale
- Additional Drum Programming: Darren Heelis and Steve Fitzmaurice
- String Arrangement: Simon Hale and Hikaru Utada
- Strings Leader: Perry Montague-Mason

## チャート
| チャート（2017年）                    | 最高 順位 |
| ------------------------------------- | --------- |
| 日本 Billboard Japan Download Songs   | 1         |
| 日本 Billboard Japan Hot 100          | 3         |
| 日本 Billboard Japan Radio Songs      | 4         |
| US Billboard World Digital Song Sales | 23        |

| チャート (2018)                             | 最高 順位 |
| ------------------------------------------- | --------- |
| Billboard Japan Download Songs 年間チャート | 72        |

## 認定とセールス
| 国/地域                                             | 認定     | 認定/売上数 |
| --------------------------------------------------- | -------- | ----------- |
| 日本 (RIAJ)                                         | ゴールド | 100,000*    |
| * 認定のみに基づく売上数 ^ 認定のみに基づく出荷枚数 |          |             |